# Saint-Germain-du-Bel-Air
Saint-Germain-du-Bel-Air è un comune francese di 532 abitanti situato nel dipartimento del Lot nella regione dell'Occitania.

## Società

### Evoluzione demografica
Abitanti censiti